# Campeonato Mundial de Kendo
El Campeonato Mundial de Kendo (en inglés: World Kendo Championships, WKC) es una competencia internacional en la que participan las naciones que conforman la Federación Internacional de Kendo (International Kendo Federation. FIK). El campeonato ha sido realizado cada tres años desde 1970. Tuvo su primera sede en Tokio Japón y desde entonces se ha llevado a cabo en diferentes ciudades del mundo.

## Ediciones[1]

### Individual masculino
| Año  | Sede                                   | Campeón                 | 2.º lugar                     | 3.er lugar                   | 3.er lugar                  |  |
| ---- | -------------------------------------- | ----------------------- | ----------------------------- | ---------------------------- | --------------------------- |  |
| 1970 | Tokio, Japón                           | Mitsuru Kobayashi Japón | T. Toda Japón                 | Y. Taniguchi Japón           | T. Ota Japón                |  |
| 1973 | Los Ángeles, Estados Unidos            | Tatsushi Sakuragi Japón | H. Yano Japón                 | T. Fujita Japón              | J.R. Rhee Corea del Sur     |  |
| 1976 | Milton Keynes, Inglaterra, Reino Unido | Eijo Yoko Japón         | K. Ono Japón                  | R. Hosoda Japón              | C.-T. Wu China Taipéi       |  |
| 1979 | Sapporo, Japón                         | Hironori Yamada Japón   | K. Furukawa Japón             | H. Aikawa Japón              | K. Terada Japón             |  |
| 1982 | Sao Paulo, Brasil                      | Minoru Makita Japón     | T. Kosaka Japón               | W. Okajima Japón             | H. Yasugahira Japón         |  |
| 1985 | París, Francia                         | Kunishide Koda Japón    | H. Ogawa Japón                | J.C. Park Corea del Sur      | S.I. Kim Corea del Sur      |  |
| 1988 | Seúl, Corea del Sur                    | Isao Okido Japón        | Akira Hayashi Japón           | H. Sakata Japón              | K.N. Kim Corea del Sur      |  |
| 1991 | Toronto, Canadá                        | S. Muto Japón           | H. Sakata Japón               | M. Yamamoto Japón            | S. Shimizu Japón            |  |
| 1994 | París, Francia                         | H. Takahashi Japón      | K. Takei Japón                | S. Hirano Japón              | N. Eiga Japón               |  |
| 1997 | Kioto, Japón                           | M.Miyazaki Japón        | F.Miyazaki Japón              | T.Ishida Japón               | Park Corea del Sur          |  |
| 2000 | Santa Clara, Estados Unidos            | Naoki Eiga Japón        | Kentaro Takenaka Japón        | Tsuneharo Someya Japón       | Sung-Soo Hong Corea del Sur |  |
| 2003 | Glasgow, Escocia, Reino Unido          | Hiromitsu Sato Japón    | Hidenori Iwasa Japón          | Kun-Bai Lim Corea del Sur    | Mitsunobu Sato Japón        |  |
| 2006 | Taipéi - China Taipéi                  | Masaomi Hojo Japón      | Takeshi Tanaka Japón          | Sang-Hoon Kang Corea del Sur | Gil-Hyun Oh Corea del Sur   |  |
| 2009 | Sao Paulo - Brasil                     | Shoji Teramoto Japón    | Byung-Hoon Park Corea del Sur | Kang Ho Lee Corea del Sur    | Chul Kyu Choi Corea del Sur |  |
| 2012 | Novara - Italia                        | Susumu Takanabe Japón   | Wan-Soo Kim Corea del Sur     | Kosuke Furukawa Japón        | Tae-Hyun Kim Corea del Sur  |  |

### Equipo masculino
| Año  | Campeón       | 2.º lugar      | 3.er lugar     | 3.er lugar     |  |
| ---- | ------------- | -------------- | -------------- | -------------- |  |
| 1970 | Japón         | China Taipéi   | Brasil         | Estados Unidos |  |
| 1973 | Japón         | Canadá         | Estados Unidos | Hawái          |  |
| 1976 | Japón         | Canadá         | Estados Unidos | China Taipéi   |  |
| 1979 | Japón         | Corea del Sur  | Estados Unidos | Hawái          |  |
| 1982 | Japón         | Brasil         | Estados Unidos | Corea del Sur  |  |
| 1985 | Japón         | Brasil         | Corea del Sur  | Canadá         |  |
| 1988 | Japón         | Corea del Sur  | Canadá         | Brasil         |  |
| 1991 | Japón         | Corea del Sur  | Canadá         | China Taipéi   |  |
| 1994 | Japón         | Corea del Sur  | Canadá         | China Taipéi   |  |
| 1997 | Japón         | Corea del Sur  | Brasil         | China Taipéi   |  |
| 2000 | Japón         | Corea del Sur  | Canadá         | Brasil         |  |
| 2003 | Japón         | Corea del Sur  | Italia         | Estados Unidos |  |
| 2006 | Corea del Sur | Estados Unidos | Japón          | China Taipéi   |  |
| 2009 | Japón         | Estados Unidos | Corea del Sur  | Brasil         |  |
| 2012 | Japón         | Corea del Sur  | Hungría        | Estados Unidos |  |

### Individual femenino
| Año  | Campeón              | 2.º lugar                   | 3.er lugar              | 3.er lugar                       |  |
| ---- | -------------------- | --------------------------- | ----------------------- | -------------------------------- |  |
| 1994 | A. Horibe Hong Kong  | Christiane Sasakura Francia | E.H. Kwon Corea del Sur | J.Y Kwon Corea del Sur           |  |
| 1997 | M. Kimura Japón      | S. Mogi Japón               | W. Nakano · Canadá      | H.J. Cho Corea del Sur           |  |
| 2000 | Tomoko Kawano Japón  | Keiko Baba Japón            | Hiroyo Yano Japón       | Shizuka Asahina Japón            |  |
| 2003 | Keiko Baba Japón     | Yuka Tsubota Japón          | Shizuka Asahina Japón   | Kei Okada Japón                  |  |
| 2006 | Saeko Sugimoto Japón | Kanako Komuro Japón         | Eri Inagaki Japón       | Mika Shimokawa Japón             |  |
| 2009 | Yukiko Takami Japón  | Sachie Shojima Japón        | Chikano Shizato Japón   | Eliete Harumi Takashima · Brasil |  |
| 2012 | Yoko Sakuma Japón    | Kana Kurokawa Japón         | Sayuri Shodai Japón     | Mana Kawagoe Japón               |  |

### Equipo femenino
| Año  | Campeón       | 2.º lugar     | 3.er lugar       | 3.er lugar      |  |
| ---- | ------------- | ------------- | ---------------- | --------------- |  |
| 1994 | Corea del Sur | Hungría       | Brasil           | Alemania        |  |
| 1997 | Japón B       | Japón A       | Estados Unidos B | Corea del Sur A |  |
| 2000 | Japón         | Brasil        | Estados Unidos   | Canadá          |  |
| 2003 | Japón         | Corea del Sur | Canadá           | China Taipéi    |  |
| 2006 | Japón         | Corea del Sur | Alemania         | Canadá          |  |
| 2009 | Japón         | Corea del Sur | Brasil           | Estados Unidos  |  |
| 2012 | Japón         | Corea del Sur | Alemania         | Brasil          |  |